# Бонсегундо, Флоренсия
Мари́я Флоре́нсия Бонсегу́ндо (исп. María Florencia Bonsegundo; род. 14 июля 1993, Мортерос, Кордова) — аргентинская футболистка, полузащитница испанского клуба «Мадрид» и национальной сборной Аргентины.

## Биография

### Клубная карьера
Флоренсия начала заниматья футболом с шести лет, играя в одной команде с мальчиками. Она играла до 13 лет, а затем ей больше не разрешили играть в этой команде. Она приостановила карьеру и спустя два года ей возобновила. В 2011 году она стала игроком «Уракана», цвета которого защищала в течение двух сезонов. В 2013 году она перешла в «УАИ Уркиса», в котором играла на протяжении пяти сезонов и выиграла три чемпионских титула.
В 2018 году Флоренсия уехала в Испанию и присоединилась к «Спортингу» из Уэльвы. По окончании сезона она перешла в «Валенсию», за которую играла в течение двух сезонов.
Летом 2021 года Бонсегундо перешла в «Мадрид», с которым подписала двухлетний контракт до 30 июня 2023 года. В мае 2023 года она продлила контракт с «Мадридом» сроком на два года.

### Международная карьера
Бонсегундо входила в состав сборной Аргентины на чемпионате мира 2019 года и чемпионате мира 2023 года. На этих двух турнирах сборная Аргентины выбывала на групповом этапе.

## Достижения
«УАИ Уркиса»
- Чемпионка Аргентины[англ.] (3) : 2014, 2016, 2017/18